# Boophis englaenderi
Boophis englaenderi Glaw et Vences, 1994 è una rana della famiglia Mantellidae, endemica del Madagascar.